# Armin Conrad
Armin Conrad (* 1950 in Quakenbrück) ist Diplom-Volkswirt und als Journalist, Reporter und Moderator tätig. Seit 1995 ist er einer von zwei Redaktionsleitern von Kulturzeit bei 3sat, anfangs zusammen mit Rainer Michael Schaper, seit 2005 zusammen mit Monika Sandhack. 
Nach seiner Schulzeit in Quakenbrück und dem Abitur am Artland-Gymnasium studierte Conrad Volkswirtschaftslehre an der Westfälischen Wilhelms-Universität in Münster. Nach einem Volontariat bei der „Neuen-Ruhr-Zeitung“ in Essen war er als Hörfunkreporter und Redakteur beim Süddeutschen Rundfunk und ab 1979 als Hörfunkreporter und Moderator beim Südwestfunk tätig. Von 1986 bis 1990 arbeitete Conrad beim Hessischen Rundfunk unter anderem als Redakteur für den „Zeitfunk“ und „Unterwegs in Hessen“ und war als Filmautor für „Plusminus“, „Titel, Thesen, Temperamente“ und andere Formate tätig. Ab 1990 war er für „aspekte“ und „Morgenmagazin“, bevor er einer der beiden Redaktionsleiter von „Kulturzeit“ wurde. 